# 野尻町福祉バス

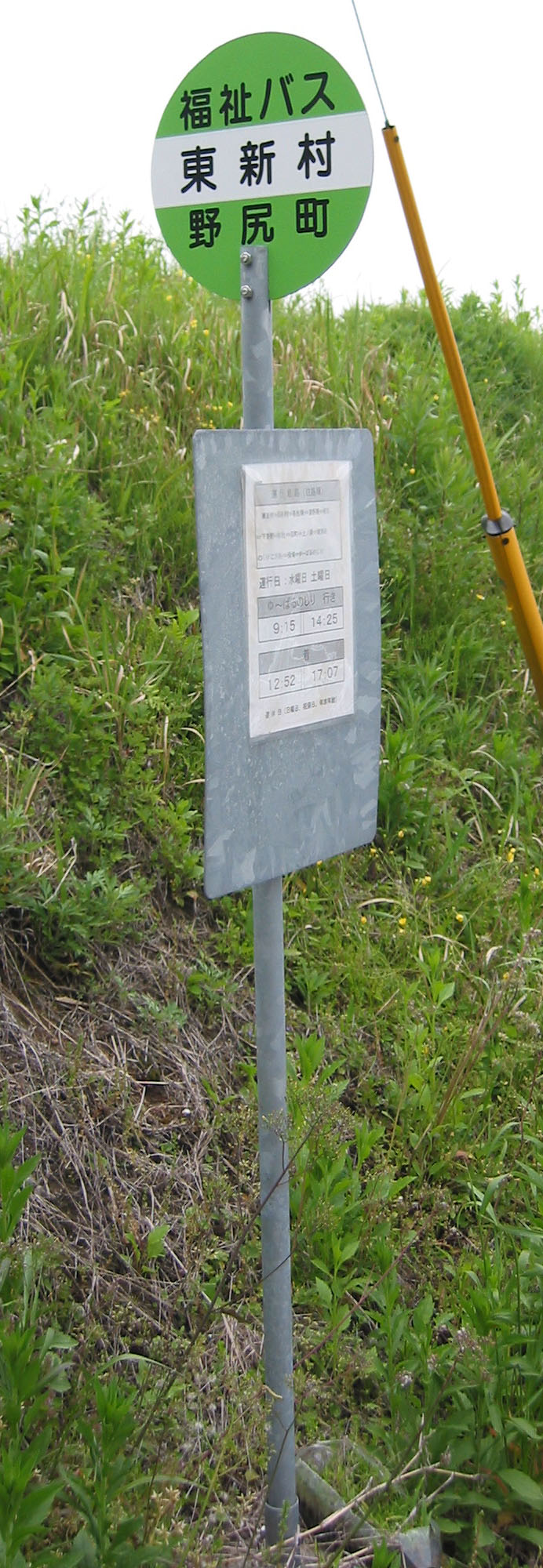
福祉バスのバス停

野尻町福祉バス（のじりちょうふくしバス）は、宮崎県小林市野尻地区にて運行しているコミュニティバスである。運行は、三和交通に委託されている。

## 運行概要
- 料金 - 一般300円、高齢者（70歳以上）200円、小学生以下又は障害者100円、乳幼児は無料。
- 高齢者のみ、「福祉バス定期券」（1年定期券、6か月定期券、3か月定期券)があり、定期券を提示すると100円で乗車可能。
- 日曜・祝日・年末年始（12月31日 - 1月3日）は運休。

## 沿革
- 2000年9月30日 - 運行開始。
- 2010年3月23日 - 野尻町が小林市と合併。

## 路線
紙屋1
- ゆ〜ぱるのじり - 役場 - のじりこぴあ - 境別府 - 上ノ原 - 東新町 - 旧町 - 秋社 - 下漆野 - 堀切 - 漆野原 - 甚佐塚 - 西新村 - 東新村
  - 月曜・木曜のみの運行で、2往復運行。

紙屋2
- ゆ〜ぱるのじり - 役場 - 天神丁 - 松山 - のじりこぴあ - 北今別府 - 八久保 - 川内 - 紙屋支所 - 立神 - （沖之尾） - （星柳） - 池ノ尾 - 黒園原 - 南今別府
  - 火曜・金曜のみの運行で、2往復運行。沖之尾は火曜、星柳は金曜のみ経由。

東麓1
- ゆ〜ぱるのじり - 役場 - 大王 - 鵜戸原 - 吉村 - 平木場 - 勝負 - 大平山
  - 火曜・金曜のみの運行で、2往復運行。

東麓2
- 役場 - ゆ〜ぱるのじり - 陣原 - 東猿瀬 - 牟田原 - 大笹 - 跡瀬 - 丸岡
  - 水曜・土曜の運行で、2往復運行。

三ヶ野山1
- 役場 - ゆ〜ぱるのじり - 小坂 - 栗須 - 大沢津 - 野々崎 - 佐土原 - 東北八所 - 南八所 - 瀬戸ノ口 - 岩戸 - 湯ノ元 - 東柿川内
  - 水曜・土曜の運行で、2往復運行。

三ヶ野山2
- 役場 - ゆ〜ぱるのじり - 切畑 - 相牟田 - 水流平 - 角内 - 大脇 - 釘松 - 佐土瀬 - 西原
  - 月曜・木曜のみの運行で、2往復運行。

## 車両

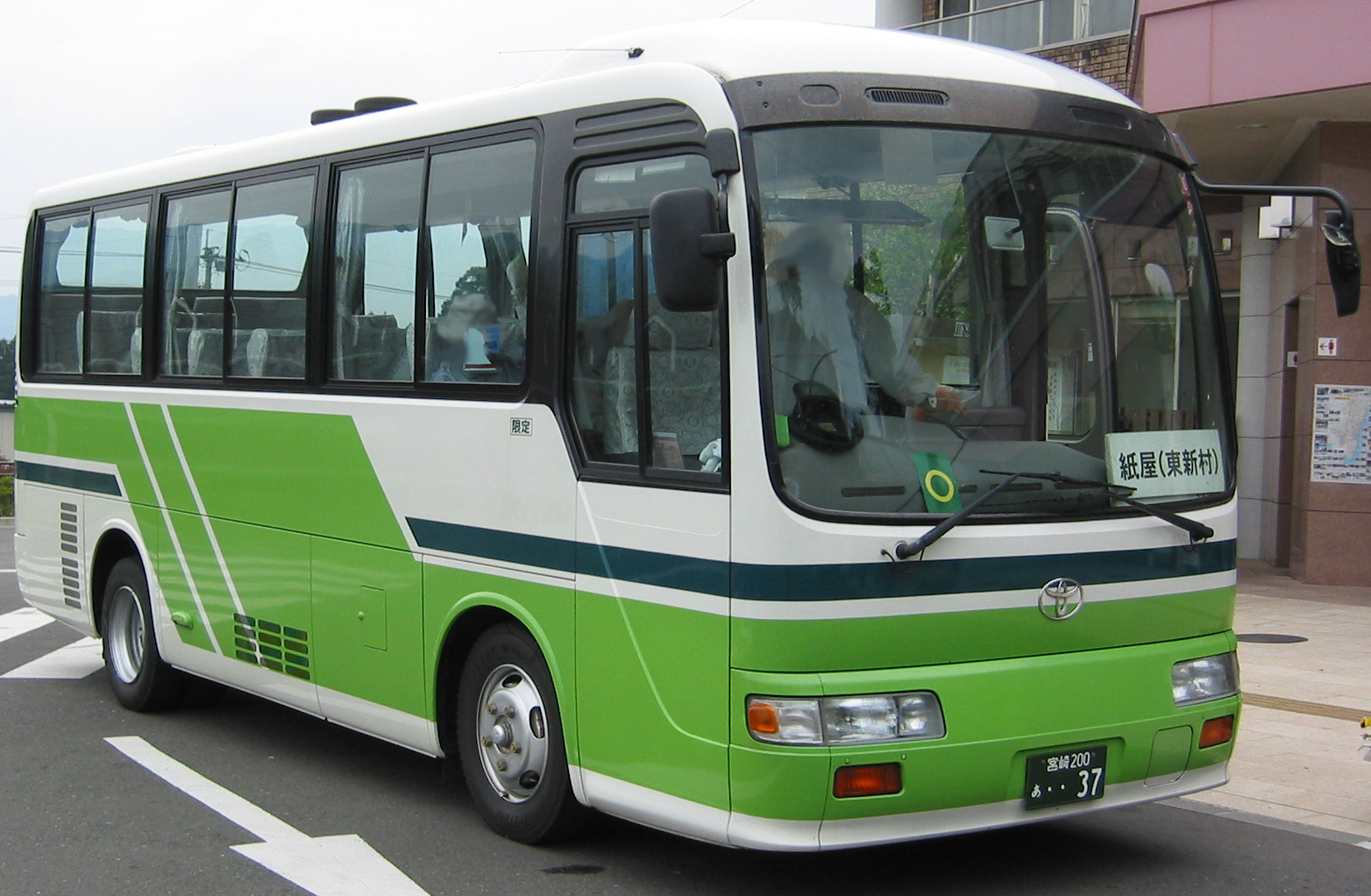
2004年当時の車両

トヨタ・コースターRを使用している。